# Cantón de Montréjeau
El cantón de Montréjeau era una división administrativa francesa que estaba situada en el departamento de Alto Garona y la región de Mediodía-Pirineos.

## Composición
El cantón estaba formado por diecisiete comunas:
- Ausson
- Balesta
- Bordes-de-Rivière
- Boudrac
- Cazaril-Tambourès
- Clarac
- Cuguron
- Franquevielle
- Le Cuing
- Lécussan
- Les Tourreilles
- Loudet
- Montréjeau
- Ponlat-Taillebourg
- Saint-Plancard
- Sédeilhac
- Villeneuve-Lécussan

## Supresión del cantón de Montréjeau
En aplicación del Decreto nº 2014-152 de 13 de febrero de 2014, el cantón de Montréjeau fue suprimido el 22 de marzo de 2015 y sus 17 comunas pasaron a formar parte del nuevo cantón de Saint-Gaudens.